# Trần Đăng (nhà văn)
Trần Đăng (1921 - 1949) là một nhà văn, nhà phê bình văn học Việt Nam.

## Tiểu sử
Trần Đăng tên thật là Đặng Trần Thi, sinh ngày 11 tháng 11 năm 1921, tại làng Đăm, xã Tây Tựu, huyện Từ Liêm, phủ Hoài Đức, tỉnh Hà đông nay là huyện Từ Liêm, Thành phố Hà Nội.
Thuở thiếu thời, ông theo cha ra Hà Nội và lần lượt theo học tại các trường tư thục Văn Lan và trung học Thăng Long, đồng thời làm phụ việc ở thư viện Viện Đại học Đông Dương.
Khi cuộc kháng chiến chống chính quyền thực dân Pháp do những người cộng sản lãnh đạo nổ ra năm 1946, Trần Đăng theo phe kháng chiến và làm việc ở Văn phòng Bộ Nội vụ, Ban Liên kiểm Việt - Pháp thuộc Bộ Tổng tư lệnh quân đội nhân dân Việt Nam.
Năm 1948, ông về làm phóng viên mặt trận cho báo Vệ Quốc quân (nay là báo Quân đội nhân dân). Trần Đăng trực tiếp tham dự nhiều chiến dịch lớn: Đông Bắc (1948), Đường số 4 (1949)... Ông cũng đi thực tế ở vùng do quân Pháp kiểm soát ở tận Sơn Tây, Móng Cái. Trần Đăng là một cây bút khá tích cực. Ngoài văn xuôi, ông còn viết nhiều tiểu luận về văn nghệ kháng chiến, văn nghệ trong quân đội.
Trần Đăng hy sinh ngày 26 tháng 12 năm 1949, do bị địch Pháp phục kích vây bắn trên đường từ bản Nà Lần (Văn Lãng, Lạng Sơn) đi Ái Khẩu (Quảng Tây, Trung Quốc) thực hiện nhiệm vụ liên lạc với Giải phóng quân Trung Hoa bàn kế hoạch phối hợp chiến đấu chống Pháp và trở thành "người văn nghệ binh thứ nhất đổ máu trên chiến trường", theo cách nói của báo chí xuất bản ở chiến khu bấy giờ.
Phần mộ của ông hiện đặt tại Nghĩa trang liệt sĩ Từ Liêm (ngoại thành Hà Nội) trên đất quê hương ông..
Trần Đăng là đảng viên Đảng Cộng sản Việt Nam và được trao giải thưởng nhà nước về văn học năm 2007.

## Tác phẩm
- - Ý kiến nhỏ về văn nghệ trong giai đoạn chiến lược (báo Vệ quốc quân, 1949)
  - Truyện ký Trần Đăng (1969).